# Psychotria marauensis
Psychotria marauensis là một loài thực vật có hoa trong họ Thiến thảo. Loài này được Fosberg & Florence miêu tả khoa học đầu tiên năm 1983.